# Tonande uvular frikativa
En tonande uvular frikativa är ett konsonant språkljud. Det tecknas i IPA som ʁ.

## Egenskaper
Egenskaper hos den tonande uvular frikativan:
- Den är pulmonisk-egressiv, vilket betyder att den uttalas genom att lungorna trycker ut luft genom talapparaten.
- Den är tonande, vilket betyder att stämläpparna är spända under uttalet och därmed genererar en ton.
- Den är en uvular, vilket betyder att tungan och gomspenen möts under uttalet.
- Den är frikativ, vilket betyder att luftflödet går genom en förträngning i talapparaten.

## Användning i språk
Den tonande uvulara frikativan, eller tungrots-r:et eller skorrande r:et, är det ljud som i stort sett skriftens r representerar i sydsvenska dialekter, danska, hebreiska, franska och tyska m.fl.